# Даумов, Аслан Саматович
Аслан Саматович Даумов (род.11 июня 1988 года) — казахстанский конькобежец.

## Биография
Аслан родился в Уральске. Спортом (лыжные гонки) он начал заниматься в 2000 году. Спустя два года начал заниматься шорт-треком. В 2004 году поступил в педколледж им. Досмухамбетова в Уральске по специальности «Физическая культура». В 2008 году окончил колледж в квалификации «Учитель физической культуры основной школы».
С 2012 года А.Даумов работал тренером-преподавателем по шорт-треку в спортшколе Уральска. А в 2013 году поступил на заочное отделение Актюбинского университета им. Жубанова по специальности «Физическая культура и спорт». С марта 2013 года Аслан работает в Актобе методистом ОДЮСШ по зимним видам спорта.
Трижды выигрывал чемпионат Казахстана, становился победителем третьей зимней спартакиады в 2013 году.
Участвовал в этапах кубка мира.
С 2005 года он входит в состав сборной Казахстана по шорт-треку. Мастер спорта РК.
На зимней Олимпиаде в Сочи выступал в шорт-треке в эстафете.